# EarMaster
EarMaster è un software per esercitare l'orecchio musicale.
Lanciato nel 1996 dalla software house danese Miditec - poi ribattezzata EarMaster ApS nel 2005 - è disponibile su Microsoft Windows e macOS in 3 versioni: Essential (versione base), Pro (per professionisti) e School (per Conservatori e Accademie Musicali).

## Modalità d'uso
Indipendentemente dalla versione scelta, sarà possibile scegliere tra la possibilità di essere seguiti da tutor virtuali attraverso una serie di esercizi sempre diversi e di difficoltà variabile, e la possibilità di customizzare il proprio percorso di apprendimento secondo esigenze specifiche.
In entrambi i casi si avrà un feedback istantaneo in base alla percentuale di risposte esatte fornite.
Il primo tutor (Standard Tutor) ha un approccio più generalista e le sue lezioni di ear training sono ad ampio spettro; il secondo tutor è invece focalizzato sulle particolarità della musica Jazz, permettendo all'utente di allenare la sua capacità di riconoscere accordi e ritmi (come lo swing) caratteristici del Jazz.
Tra le tipologie di esercizi di EarMaster figurano: Confronto Intervalli, Identificazione Intervallo, Intervallo Cantato, Riconoscimento Accordi, Accordi Rivolti, Progressioni Armoniche, Identificazione Scale, Lettura Ritmica, Imitazione Ritmica, Dettato Ritmico, Correzione Ritmica, Dettato Melodico.
Le risposte vengono inserite su una vasta scelta di interfacce on-screen: pentagramma, chitarra, basso, violino, violoncello, banjo o altri attraverso un microfono o uno strumento MIDI.
I punteggi relativi a ciascuna lezione vengono archiviati e analizzati in una finestra di statistiche, e possono essere esportati e inviati al proprio insegnante per email nella versione School.

## Caratteristiche Tecniche
EarMaster è distribuito su CD-ROM o come download istantaneo dal sito del produttore: la dimensione del programma è tra i 12 e i 14 MB a seconda della versione installata. Il software è compatibile con Windows (98, Me, 2000, XP, Vista) e Mac OS X e disponibile in 16 lingue tra cui italiano.
L'input di risposte è permesso via MIDI o strumenti acustici (anche voce) attraverso la tecnologia Sound2Midi, che converte i segnali audio in MIDI. La riproduzione dei suoni avviene attraverso librerie MIDI interne.
La versione Cloud di EarMaster è pensata per essere utilizzata in un contesto scolastico. Può essere installata su una rete e include funzionalità utili agli insegnanti, anche in remoto e compatibilmente con le modalità di e-learning.
Esiste anche una versione Free, con funzionalità limitate.

## Storia
EarMaster nacque dalla necessità dello sviluppatore Hans Jakobsen di esercitare il proprio orecchio per gli esami di ingresso del Conservatorio.
La prima versione di EarMaster, basata su DOS, venne distribuita da Roland in Scandinavia a partire dal 1996.
Nel 1998, venne realizzata la prima versione come Software per l'educazione, sotto il nome di EarMaster School, in collaborazione con 29 docenti di musica.
La versione corrente di EarMaster è la Pro 7, disponibile sia per Windows che per Mac OS. Di questa versione 7 ne esiste anche una variante specificatamente sviluppata per IPad.

## Lista di Istituzioni che usano EarMaster
- University of Nevada, Reno (USA)
- Kansas State University (USA)
- ESMUC Escuela de Música de Cataluña (Spagna)
- Conservatorio Profesional de Música "Joaquín Turina", Madrid (Spagna)
- Heidelberg University (Germania)
- Music School of the US Navy (USA)
- ESMUC Escuela de Música de Cataluña (Spagna)
- Conservatorio Superior Joaquín Turina de Madrid (Spagna)
- Ecole de musique de la ville de Challans (Francia)
- CEGEP de Sherbrooke (Canada)
- CEGEP de Saint-Laurent (Canada)
- National Conservatory of Hanoi (Vietnam)
- Music Conservatory of Lisbon (Portogallo)
- University of Leeds (UK)
- Le Muse (Italia)
- Siena Jazz (Italia)[2]